# كاديشا بوكانان
كاديشا بوكانان (مواليد 5 نوفمبر 1995) هي لاعبة كرة قدم كندية تلعب في مركز الدفاع في نادي تشيلسي.

## روابط خارجية
- كاديشا بوكانان على موقع الاتحاد الدولي (مؤرشف)  (الإنجليزية)
- كاديشا بوكانان على موقع الاتحاد الأوربي (الإنجليزية)
- كاديشا بوكانان على موقع قاعدة بيانات كرة القدم.إي يو (الإنجليزية)
- كاديشا بوكانان على موقع Soccerway.com (الإنجليزية)
- كاديشا بوكانان على موقع اللجنة الأولمبية الدولية (الإنجليزية)
- كاديشا بوكانان على موقع أوليمبيديا (الإنجليزية)
- كاديشا بوكانان على موقع اللجنة الأولمبية الكندية (الإنجليزية)